# Fremri-Námur
Fremri-Námur (indicato anche come Fremrinámur o Fremrinámar) (in lingua islandese: Prima miniera) è un sistema vulcanico situato nella regione dell'Austurland, nella parte nord-orientale dell'Islanda.

## Descrizione
Il sistema vulcanico Fremri-Námur è situato nella parte nord-orientale dell'Islanda. Si trova all'interno del campo di lava dell'Ódáðahraun, a sud del sistema vulcanico del Krafla, circa 25 km a sud di Reykjahlíð, a NNE dell'Askja e a sudest del lago Mývatn. Il sistema vulcanico ha una lunghezza di circa 45 km.

## Attività vulcanica e formazione del lago Mývatn
Nei pressi del vulcano a scudo Ketildyngja (939 m), il vulcano centrale del sistema (in lingua islandese "dyngja" significa vulcano a scudo), c'è un'area geotermica ad alta temperatura. L'associato sistema vulcanico con fessure si estende verso sud fino al Hvammsfjöll e verso nord fino allo Skógarmannafjöll ed è lungo in totale 130 km.
Il campo lavico Laxárhraun più antico, lungo 70 km, si è originato in seguito a un'eruzione del Ketildyngja 3800 anni fa. L'eruzione ha bloccato il deflusso del fiume Laxá í Aðaldal dando così luogo alla formazione del lago Mývatn. Un'altra e più grande eruzione ha avuto luogo tra 2500 e 3000 anni fa e ha prodotto il campo di lava di Búrfellshraun. Anche il vulcano a scudo Kerlingardyngja fa parte di questo sistema vulcanico e si è formato circa 6000 anni fa.
Anche la Fossa Sveinar (Sveinagjá) fa parte di questo sistema. Come nei vicini sistemi vulcanici Askja e Krafla, anche in quello di Fremri-Námur l'estensione in lunghezza supera di gran lunga quella in larghezza. La fossa Sveinar infatti è lunga circa 30 km, ma larga non più di 0,6 km. Nel 1875, l'anno delle grandi eruzioni sull'Askja, ci furono eruzioni nella fossa Sveinar in febbraio e agosto. Più tardi, nello stesso anno, ci fu un'altra serie di eruzioni nell' Ódáðahraun a est di Ketildyngja.

## Estrazione dello zolfo
Lo zolfo è stato estratto per secoli in quest'area e veniva trasportato a Húsavík con un viaggio di 4 giorni e mezzo. Lo zolfo era considerato di buona qualità perché si trovava in ammassi di elevato spessore. Da questo deriva la denominazione della zona (Prima miniera). Le miniere si trovavano principalmente nella zona del cratere Ketill. Oggi l'area appartiene allo Stato.